# Bohodarivka, Pokrovske
Bohodarivka (în ucraineană Богодарівка) este un sat în comuna Oleksandrivka din raionul Pokrovske, regiunea Dnipropetrovsk, Ucraina.

## Demografie
Componența lingvistică a localității Bohodarivka
     Ucraineană (98,57%)
     Rusă (1,43%)
Conform recensământului din 2001, majoritatea populației localității Bohodarivka era vorbitoare de ucraineană (98,57%), existând în minoritate și vorbitori de rusă (1,43%).